# Liste der Monuments historiques in Dénezé-sous-Doué
Die Liste der Monuments historiques in Dénezé-sous-Doué führt die Monuments historiques in der französischen Gemeinde Dénezé-sous-Doué auf.

## Liste der Bauwerke
| Bezeichnung             | Beschreibung                                      | Standort | Kennzeichnung | Schutzstatus | Datum | Bild           |
| ----------------------- | ------------------------------------------------- | -------- | ------------- | ------------ | ----- | -------------- |
| Kirche St-Jean-Baptiste | Erbaut im 12. Jahrhundert                         | (Lage)   | PA00109078    | Inscrit      | 1972  | weitere Bilder |
| Keller                  | Erbaut in der zweiten Hälfte des 16. Jahrhunderts | (Lage)   | PA00109077    | Inscrit      | 1969  | weitere Bilder |

## Liste der Objekte
| Bezeichnung  | Beschreibung          | Standort                              | Kennzeichnung | Schutzstatus | Datum | Bild |
| ------------ | --------------------- | ------------------------------------- | ------------- | ------------ | ----- | ---- |
| Glocke Nr. 1 | Bronze, 1778 gegossen | in der Kirche St-Jean-Baptiste (Lage) | PM49004771    | Inscrit      | 1997  |      |